# Josefin Schneider
Josefin Schneider (* 27. Juni 1997 in Dresden) ist eine deutsche Wasserspringerin und erzielte mehrere Erfolge bei deutschen Jugendmeisterschaften.
Sie trainiert beim Stützpunkt in Dresden. Erste Erfahrungen im Wasserspringen sammelte sie bereits mit drei Jahren. 2012 nahm sie an den Juniorenweltmeisterschaften in Australien teil und 2014 an den Olympischen Jugend-Sommerspielen in Nanjing (Volksrepublik China).

## Auszeichnungen
- 2015: Förderpreis der Landeshauptstadt Dresden im Nachwuchssport[1]